# Pernink (přírodní památka)
Pernink je přírodní památka v okrese Karlovy Vary. Chráněné území s rozlohou 68,84 hektarů bylo vyhlášeno 9. června 2016. Nachází se v Krušných horách v prostoru mezi vesnicí Pernink, osadou Rybná a městem Abertamy. Celé území přírodní památky se překrývá s velkou částí evropsky významné lokality Pernink, vyhlášené 3. listopadu 2009 na ploše 99,85 ha, resp. jejím severním územím. Předmětem ochrany jsou horské podmáčené biotopy tvořené vrchovišti, přechodovými rašeliništi a podmáčenými smrčinami.  Jižní částí chráněného území vede Krušnohornická naučná stezka.

## Historie
Rašeliniště, jehož původní německý název zněl Bähringer Haad, v překladu Perninské vřesoviště, bylo v minulosti využívané k těžbě rašeliny, jako široce rozšířené náhrady za palivové dřevo. Stáří rašeliniště se odhaduje na 12 tisíc let, mocnost rašeliny před zahájením těžby dosahovala až 7 metrů. Těžba zde probíhala již od 19. století. Rýčem odkrajované cihly rašeliny, tzv. borky, se sušily na dřevěných stojanech. Protože rašeliniště se neodvodňovalo a nebylo odtěženo až na skalní podloží, rychle se regenerovalo. Objem těžby se však ve 20. století výrazně navýšil. Novou technologií buldozéry odstranily vegetaci a rašelina se frézovala po vrstvách. V roce 1956 získal povolení k těžbě Státní statek Dolní Žďár a těžil zde ročně zhruba 9 tisíc tun rašeliny. Těžbu převzala v roce 1961 Strojní a traktorová stanice Toužim. V období do roku 1995 se zvýšila roční těžba na téměř 45 tisíc tun. V rozporu s platnou legislativou se těžily vrstvy rašeliny až na podloží, nebyla ponechána vrstva rašeliny pro regeneraci. Orientační odhad těžby činí 600–900 tisíc m3. Po ukončení těžby v letech 2006–2007 byla provedena řádková výsadba rašelinné kleče a došlo k vytvoření několika valů a tůní. Obnova rašeliniště byla zahájena z prostředků Evropské unie 1. srpna 2018. S cílem zadržení srážkové vody byly vybudovány hráze, obnoveny staré tůňky a vyhloubeno pět nových. Část území byla zpřístupněna naučnou stezkou s povalovým chodníkem a pozorovacím místem nad vodní hladinou velké tůně.

## Geomorfologie
Pernink se nachází v Krušných horách. Je součástí podcelku Klínovecká hornatina a okrsku Jáchymovská hornatina.

## Flóra a fauna
Přírodní komplex představují horské podmáčené biotopy. Je tvořen podmáčenými smrčiny s vrchovištními a přechodovými rašeliništi. Na antropogenních plochách jsou vyvinuta vřesoviště, na svazích se nacházejí rozsáhlejší trojštětové louky. U dřevin převažují smrkové porosty a nálety břízy. V minulosti byla provedena výsadba borovice kleče. Ačkoliv se jedná o cílenou obnovu, tento zásah zároveň redukuje vytvoření otevřeného suchopýrového vrchoviště, které by mělo být preferováno oproti porostům borovice kleče.
Z ohrožených a zvláště chráněných druhů rostlin zde rostou všivec lesní (Pedicularis sylvatica), klikva bahenní (Vaccinium oxycoccos), šicha černá (Empetrum nigrum), prha arnika (Arnica montana), kyhanka sivolistá (Andromeda polifolia), koprník štětinolistý (Meum athamanticum), bahnička bradavkatá (Eleocharis mamillata), vrbovka bahenní (Epilobium palustre), mochna bahenní (Potentilla palustris) a vachta trojlistá (Menyanthes trifoliata).
Zoologické průzkumy nebyly na lokalitě prováděny. Přežívá zde poměrně početná populace žluťáska borůvkového (Colias palaeno). Nehojně zde hnízdí bekasina otavní (Gallinago gallinago).